# Некомбатанти
Некомбатанти (нонкомбатанти, фр. non-combattants – «ті, котрі не воюють») — особи, які входять до складу збройних сил та надають їм допомогу, але безпосередньої участі у воєнних діях не беруть. До них належать медичний і духовний персонал, інтенданти, військові кореспонденти, юристи тощо. До вказаних осіб не має застосовуватися зброя, якщо вони зайняті виконанням своїх безпосередніх обов’язків.
Їхні функції зводяться лише до обслуговування та забезпечення бойової діяльності збройних сил і вони мають право застосовувати зброю тільки в цілях самооборони.
Міжнародне право відрізняє цих осіб від комбатантів (солдатів, офіцерів та генералів, що безпосередньо беруть участь у бою і здійснюють керівництво бойовими діями) і передбачає для некомбатантів спеціальний правовий статус у разі затримання їх ворогом.
Якщо некомбатанти беруть безпосередню участь у бойових діях, вони втрачають свій статус — стають комбатантами, і тільки тоді проти них може застосовуватися зброя.
Некомбатанти не можуть бути безпосереднім об'єктом збройного нападу супротивника, оскільки, на відміну від комбатантів, не є суб'єктами застосування насильства у військовому конфлікті (згідно з визначенням IV Гаазької конвенції). Відповідно, при затриманні їх противником у ході воєнних дій вони не повинні вважатися військовополоненими; їм повинні бути надані всі можливості, необхідні для надання медичної та духовної допомоги військовополоненим; їх не можна примушувати до роботи, не пов'язаної з виконанням медичних і релігійних обов'язків.